# Almolinus
Genre
Almolinus est un genre fossile d'araignées aranéomorphes de la famille des Salticidae.

## Distribution
Les espèces de ce genre ont été découvertes dans de l'ambre de la mer Baltique et de Bitterfeld en Saxe-Anhalt en Allemagne. Elles datent du Paléogène.

## Liste des espèces
Selon The World Spider Catalog 17.5 :
- †Almolinus bitterfeldensis Wunderlich, 2004 ;
- †Almolinus clarus Petrunkevitch, 1958 ;
- †Almolinus ligula Wunderlich, 2004.

## Publication originale
- Petrunkevitch, 1958 : Amber spiders in European collections. Transactions of the Connecticut Academy of Arts and Sciences, vol. 41, p. 97–400.